# Grupo Silvio Santos
El Grupo Silvio Santos es un grupo empresarial que agrega todas las empresas del mediático empresario brasileño Silvio Santos. El grupo suele ser también reconocido por las siglas GSS o SS.

## Empresas
El Grupo Silvio Santos posee 38 empresas, entre ellas, están:
- Sistema Brasileño de Televisión (SBT) - Una de las 3 mayores redes de televisión brasileña en televisión abierta. Posee 8 emisoras propias, además de su participación en la Red Masa, Tele Sorocaba y SBT Interior. A su vez, el SBT posee aún los siguientes sellos:
- SBT Películas - Estudio cinematográfico en NY con la asociación de Warner Bros.
- SBT Music - Una empresa que viabiliza y comercializa productos fonográficos del SBT. La división mantiene asociación con la EMI, Sony Music y Building Records.
- SBT Vídeos - portal donde están disponibles los vídeos del SBT.
- SBT Store - tienda virtual donde son vendidos productos relacionados con los programas del SBT.

Otras empresas del grupo son:
- Liderazgo Capitalização - Empresa administradora de la lotería Tele Sena.
- Vimave Vehículos - Concessionária de vehículos.
- Tele Alphaville - Empresa de televisión por firma a cabo.
- Hotel Jequitimar - Un complejo de hostelería en la ciudad litorânea del Guarujá. También conocido como Jequitimar Guarujá, el hotel es gestionado por la red de hoteles Accor y Bourbon que pertenece al grupo.
- SiSan Empreendimetos Inmobiliarios - Empresa que controla todos los inmóviles del grupo.
- Jequiti Cosméticos - Cosméticos.
- Maricultura Netuno y Frutivita - Exportadora de lagostas, camarones y uvas.
- Pericia Correctora de Seguros - Correctora de seguros del grupo, trabaja con los ramos de automóvil, vida, salud, etc .

Además de esas empresas, el GSS, también posee algunas participaciones en otras empresas de medios de comunicación y transportes.

## Antiguas empresas
- Hydrogen - El Grupo SS vendió la línea infantil de cosméticos Hydrogen. La negociación, por un valor de R$ 25 millones, incluía productos licenciados bajo la marca Disney.[1]
- Estudios Maga - La empresa dobladora Estudios Maga, fundada en los años 80 por el doblador brasileño del personaje El Chavo, Marcelo Gastaldi y más tarde, adquirida por la antigua compañía TVS (hoy SBT), fue vendida a fin de viabilizar el contenido importado para la emisora de Televisión como novelas mexicanas y series norteamericanas.
- FM Record - São Paulo SP, vendida para Orestes Quércia en 1992 para inaugurar la Nueva FM, actual Nueva Brasil FM.
- Tele Corcovado, el canal 9 de Río de Janeiro, vendida al Grupo Martinez, hoy es la CNT Río de Janeiro.
- Rede Record, vendida para el empresario Edir Macedo, a finales de la década de 1980.
- Radio Record - São Paulo SP, vendida para el empresario Edir Macedo en el inicio de la década de 1990.
- Banco Panamericano - São Paulo SP, vendido para el BTG Pactual por 450 millones en el inicio de 2011.
- Tiendas del Baú Crediário - Tiendas del ramo del varejo, vendidas por el Grupo SS a Magazine Luiza
- SBT On-line - Antiguo proveedor de acceso a internet creado en 1996 y desactivado en 2001.
- Promolíder Producciones - Cerró las puertas, después del cambio en la dirección, la productora no consiguió  el mismo desempeño y acabó cerrando.

## Principales personas
- Grupo Silvio Santos - Silvio Santos (fundador y propietario), Guilherme Stoliar (presidente), José Roberto de Santos Maciel (vicepresidente);
  - SBT - Guilherme Stoliar (presidente), José Roberto de Santos Maciel (vicepresidente), Fernando Pelejo (director de programación), León Abravanel (director de producciones), Daniela Beyruti (directora artística y de programación), Silvia Abravanel (productora y directora de Televisión);
  - Jequiti - Antonio Mónaco (presidente), Iris Abravanel (directora);
  - Teatro Prensa - Cintia Abravanel (directora y propietaria);

### Sustitución en la presidencia
El 19 de noviembre de 2010, Luiz Sebastião Sandoval, quien presidía el grupo desde hacía más de 40 años, pidió su sustitución. En su lugar se nombró a Guilherme Stoliar, sobrino de Silvio Santos, que asumió el cargo.